# Presidio de San Sabá
El Presidio de San Sabá es un presidio localizado en las afueras del poblado de Menard, en el actual estado de Texas de los Estados Unidos. 

## Historia
Originalmente conocido como Presidio de San Luis de las Amarillas, fue construido en abril de 1757 por fuerzas españolas dirigidas por el capitán Don Diego Ortiz de Parrilla. Se trató de la segunda ubicación del presidio, precedido del presidio San Francisco Xavier de Gigedo junto al río San Gabriel (condado de Milam) que funcionó de 1751-1757.
El propósito del presidio de San Sabá era triple: proteger la cercana Misión de la Santa Cruz de San Sabá, comprobar la validez que venía acompañando a los rumores de ricos depósitos de plata en el área y resguardar la frontera española de los riesgos de ataques de los indígenas. La compañía de la Misión de la Santa Cruz de San Sabá fue construida algunos kilómetros río abajo para evangelizar a los apaches lipán, pero al entrar en contacto con esta tribu, los españoles se hicieron enemigos de los norteños, viejos enemigos de los apaches. Se considera que este presidio fue el fuerte más grande y más importante de Texas en sus tiempos.
El grupo de indígenas que los españoles llamaron norteños, incluía varias bandas de los comanches, wichita, kitsai y de la tribu caddo, los cuales estaban unidos en su odio contra los apaches. En marzo de 1758 un vasto grupo de norteños atacó, saqueó y quemó la Misión de San Sabá a menos de un año de su fundación. La misión nunca se reconstruyó, pero el presidio estuvo funcionando 14 años más hasta que las posibilidades de riquezas de plata se desvanecieron. En 1762 el capitán Felipe de Rábago y Therán, sobrino de Pedro de Rábago y Terán, promovió la fundación de la misión de San Lorenzo de la Santa Cruz (condado de Real). El presidio fue abandonado en 1772 por una orden del virrey de la Nueva España.
Hoy el presidio está en ruinas. Pero en sus tiempos de gloria lo llegaron a ocupar más de 300 soldados españoles y civiles, algunos de ellos mujeres y niños. Localizado a las afueras del pueblo de Menard, Texas, en la ladera oeste del condado de Texas Hill. El presidio se encuentra hoy en los terrenos del campo de golf municipal de Menard, no muy lejos del río San Sabá. Las actuales ruinas es un remanente de un esfuerzo que se tuvo para entre 1936 y 1937 reconstruir el presidio por un equipo contratado por la comisión del Centenario de Texas, pagado con un préstamo otorgado por la legislatura del estado.
Estudios arqueológicos se han hecho durante 1967 por la arqueóloga Kathleen Gilmore, trabajando para la Comisión del departamento de construcción del estado de Texas. Luego en 1981 por James Ivey de la Universidad de Texas en San Antonio. En junio de 2000 un grupo de estudiantes del departamento de arqueología de la universidad Texas Tech, bajo la dirección del profesor de antropología Dr. Grant Hall, comenzaron las excavaciones formales del sitio, regresando durante 2001 y 2002 bajo la dirección del Dr. Hall y el Dr. Tamra Walter.
El presidio de San Sabá fue escogido como sitio de excavaciones arqueológicas de la Sociedad de Arqueología de Texas durante 2003, donde cientos de excavadores voluntarios trabajaron en la reconstrucción y excavación arqueológica.